# Estadio Tudor Vladimirescu
El Stadionul Tudor Vladimirescu es un estadio multiusos de la ciudad de Târgu Jiu, Rumania. El estadio tiene una capacidad para 9200 espectadores y sirve, principalmente, para la práctica del fútbol. En el estadio disputa sus partidos como local el CS Pandurii Târgu Jiu y acogió, también, la final de la Copa de Rumania de 2009 entre el CFR Cluj y FC Timișoara. El nombre del estadio se debe a Tudor Vladimirescu, un héroe revolucionario Valaquio.